# Мадалинский, Антоний
Анто́ний Мадали́нский, Антоний Юзеф Мадалиньский (пол. Antoni Józef Madaliński; 1739 — 19 июля 1805, Борове) — военный государственный деятель Речи Посполитой, депутат Четырёхлетнего сейма, польский генерал, в 1794 году первым восставший против русских и прусских властей.

## Биография
Представитель среднего дворянского рода Мадалинских герба «Лариса». Сын Юзефа Мадалинского (ум. 1755) и Барбары Гутовской (ум. 1775). Родился в селе Порове под Серадзем (Великопольша), о его происхождении и воинском образовании известно крайне мало.

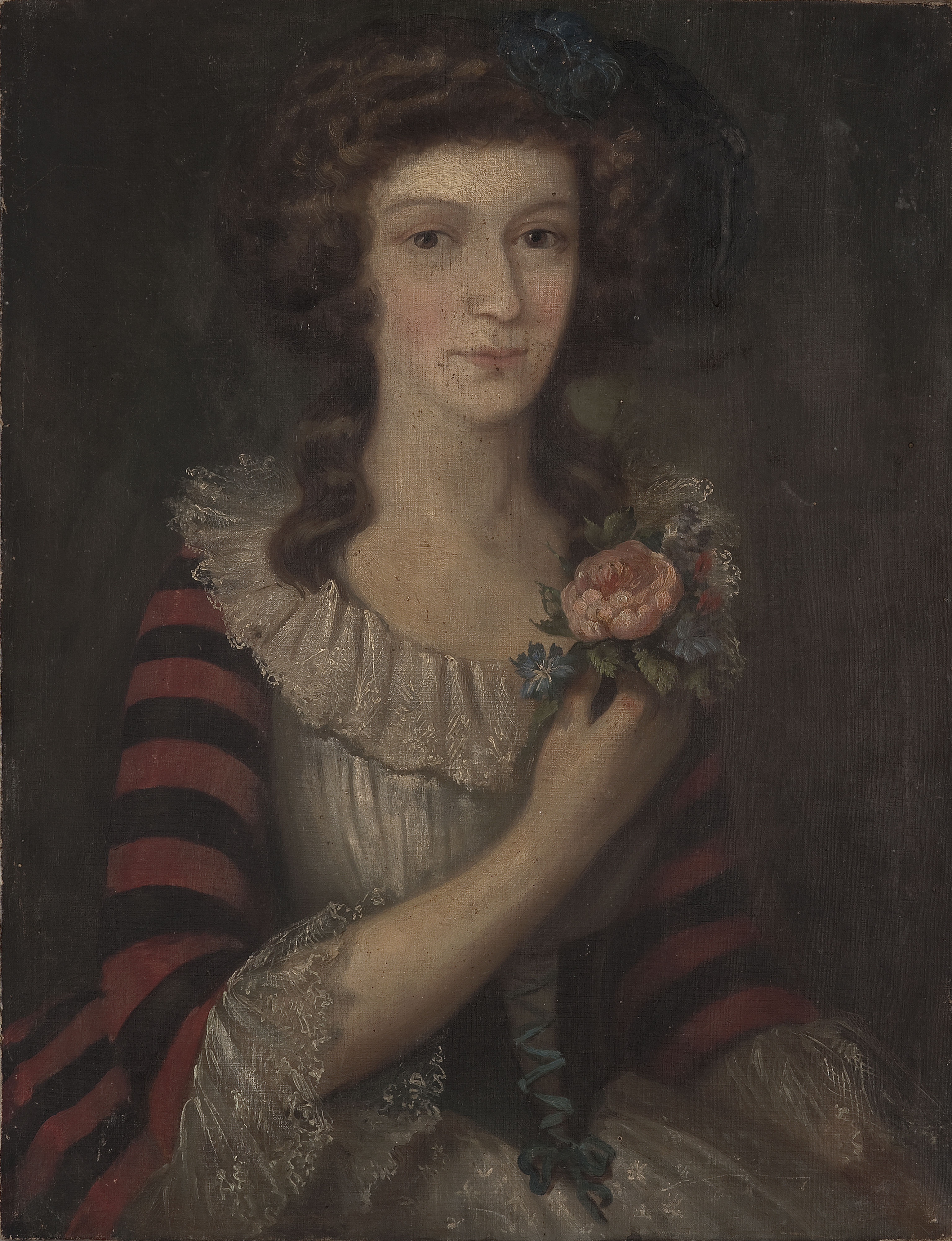
Портрет Виктории Скотницкой работы Юзефа Фаворского

В 1768 году Антоний Мадалинский принял участие в Барской конфедерации, служил в 1-й Великопольской бригаде Национальной кавалерии. В 1770 году сражался на Мазовии в отряде Юзефа Савы-Цалинского, но в декабре был ранен в бою под Высоким и попал в плен к коронному региментарию Франтишеку Ксаверию Браницкому. После поражения конфедератов А. Мадалинский в 1776 году получил чин поручика в 1-й Великопольской бригаде Национальной кавалерии. В 1778 году вышел в отставку и стал простым обывателем, но не отказался от политической деятельности (как клиент Браницкого).
В 1786 году Антоний Мадалинский был избран послом (депутатом) на сейм от Калишского воеводства. Позднее был избран послом на Четырёхлетний сейм (1788—1792). В 1789 году вернулся на военную службу в чине майора. В 1791 году получил чин вице-бригадира в Великопольской бригаде.
Был одним из создателей и активных сторонников принятия новой польской конституции 3 мая 1791 года. В 1792 году Антоний Мадалинский принял участие в русско-польской войне. Из-за нерасторопности командира бригады Дамаза Миодуского не успел соединиться с главными силами польской армии перед сражениями под Зеленцами и Дубенкой. 14 июля 1792 года, после увольнения бригадира Дамаза Миодуского (9 июля), Антоний Мадалинский получил чин бригадира Великопольской кавалерийской бригады. Однако А. Мадалинский не успел принять участия в военных действиях из-за присоединения польского короля Станислава Августа Понятовского к Тарговицкой конфедерации.
В 1793 году после второго раздела Речи Посполитой бригада Мадалинского была переправлена из Великопольши в Мазовию, сам бригадир стал активным участником подготовки к новому восстанию. Антоний Мадалинский рассматривался как «запасная» кандидатура на роль предводителя восстания.
Когда русский главнокомандующий в Польше, граф Осип Андреевич Игельстром, отдал приказ о роспуске войск, бывших на жаловании польской республики, бригадир Антоний Мадалинский отказался выполнить это приказание и согласно договорённости с Костюшко 13 марта 1794 года выступил со своей бригадой от Пултуска к Млаве и далее, вдоль прусской границы, захватывая, где это было возможно, городские и общественные кассы. Его войска постепенно усиливались, по пути бригада Мадалинского выдержала два небольших сражения с прусскими войсками. 24 марта, в день провозглашения акта восстания Костюшко, Мадалинский с бригадой прибыл в Коньске. 30 марта, на границе Краковского воеводства, он нанёс поражение отряду генерала Тормасова, а 1 апреля вступил в Краков. Восстание охватило весь север Польши.
3 апреля, пройдя маршем через Кельце, Пинчув и Скальбмеж, бригадир Мадалинский соединился с отрядом Костюшко под Прошовице. 4 апреля 1794 года Антоний Мадалинский, произведённый в генерал-майоры, помог Тадеушу Костюшко одержать победу в битве при Рацлавицах над русской армией под командованием генерал-майора Александра Петровича Тормасова. В этом сражении Мадалинский командовал кавалерией на левом фланге. После этой победы А. Мадалинский 6 апреля получил чин генерал-лейтенанта.
6 июня 1794 года в битве под Щекоцинами с объединённой русско-прусской армией Антоний Мадалинский командовал кавалерией на правом фланге. В этом сражении он был легко ранен. 25-тысячная русско-прусская армия одержала победу над 15-тысячной польской армией под командованием Тадеуша Костюшко. В конце июня бригада А. Мадалинского прикрывала отступление главных сил повстанческой армии к Варшаве, в июле — августе он участвовал в обороне Мокотова, к югу от польской столицы.
В сентябре 1794 года Антоний Мадалинский принял участие в великопольском походе дивизии генерал-лейтенанта Яна Генрика Домбровского, соединившись с ним 14 сентября. Бригада Мадалинского постоянно участвовал в стычках с пруссаками, а 2 октября его кавалеристы сыграли значительную роль в захвате города Быдгощь. Во время всех боевых действий Антоний Мадалинский постоянно проявлял решительность в сложных ситуациях, используя смелую маневренную стратегию. После отступления из Великопольши на помощь Варшаве А. Мадалинский принял участие в обороне польской столицы.
Во время взятия Праги (пригорода Варшавы) русскими войсками под командованием генерал-аншефа Александра Суворова Антоний Мадалинский был тяжело ранен, но успел с частью войск отступить в Новое Място. Мадалинский распустил свою бригаду, а сам укрылся в Галиции. В январе 1795 года он был арестован австрийцами и выдан Пруссии. До 1797 года находился в тюремном заключении в крепости Магдебург.
В дальнейшем он не участвовал в борьбе за независимость Польши. После освобождения он проживал в своём поместье, не принимая никакого участия в политических делах.
19 июля 1805 года Антоний Мадалинский скончался в имении Борове, около Пшибешева над Пилицей, где он и был похоронен.

## Семья
Был женат на Виктории Скотницкой (1763—1808, пол. Wiktoria Skotnicka h. Bogoria), в браке с которой имел четырёх детей:
- Марцин Мадалинский (пол. Marcin Madaliński)
- Миколай Мадалинский (пол. Mikołaj Madaliński)
- Юзефа Мадалинская (пол. Józefa Madalińska)
- Марселина Виктория Мадалинская (1798—1824, пол. Marcelina Wiktoria Madalińska) — жена генерала от кавалерии Д. А. Герштенцвейга (1790—1848), мать генерал-лейтенанта А. Д. Герштенцвейга (1818—1861).